# Гульельмо II (маркиз Монферратский)
Гульельмо II (итал. Guglielmo II; ? — до 961, Казале-Монферрато, Монферратское маркграфство) — 
принц Монферрато из дома Алерамичи

## Биография
Гульельмо был первым сыном Алерамо, маркграфа Монферрато от первой жены, имя которой не известно. Он был назван в честь своего деда Гульельмо I — родоначальника их дома. Так как сведений о его правлении нет, считается, что Гульельмо II умер при жизни своего отца, до 961 года. Надпись, свидетельствующая о нём, была оставлена во время постройки аббатства, в котором Гульельмо был похоронен.
Эта надпись гласила:
```
лат.
 
«pro anime nostre et quondam Gulielmi qui fuit filius et filiaster atque germanus noster seu parentum nostrum mercede».
[
2
]
```